# Liste der größten Trestle-Brücken
Die Liste der größten Trestle-Brücken führt die weltweit größten Trestle-Brücken (deutsch Bockbrücke oder Gerüstpfeilerviadukt) auf, wobei nicht mehr vorhandene oder ersetzte Bauwerke ebenfalls gelistet sind (Tabellenzeilen grau hinterlegt). Sie wurden hauptsächlich zur Zeit der expandierenden Eisenbahngesellschaften in Nordamerika ab Ende des 19. Jahrhunderts in den Vereinigten Staaten und in Kanada errichtet. Baumaterial war anfangs ausschließlich Holz. Mit der Zunahme des Gewichts der immer leistungsstärkeren Dampflokomotiven kam später auch Schmiedeeisen sowie Stahl zum Einsatz. Mit der Entwicklung der Stahlindustrie wurden große Trestle-Brücken schließlich nur noch aus Stahl errichtet. Mit diesem Übergang veränderte sich auch die Ausführung von Trestle-Brücken. Die Holzkonstruktionen wurden meist aus einer gleichmäßigen Abfolge untereinander verbundener, gerüstartiger Stützen (Böcke) konstruiert und die Eisen- und Stahlkonstruktionen meist aus einer Abfolge separater Gerüstpfeiler bzw. Gittermasten. Neben einfachen Holzbalken kamen bei Holzkonstruktionen u. a. für den Überbau auch die nach William Howe benannten Howe-Fachwerkträger zum Einsatz, bei denen seit den 1840er Jahren für die auf Zug belasteten vertikalen Streben schon Eisenstangen verwendet wurden. Bei den Metallkonstruktionen besteht der Überbau in der Regel aus einer Abfolge von parallelgurtigen Fachwerkträgern oder Vollwandträgern, wobei hier die Länge der einzelnen Träger zwischen den Pfeilern (Spannweite) in der Regel größer ist als die Länge der Träger auf den Pfeilern (in der folgenden schematischen Darstellung sind die Spannweiten allerdings gleich groß dargestellt).

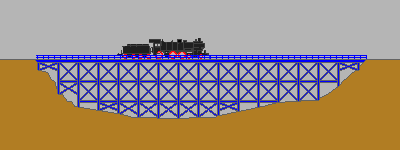
Ausführung von Holzkonstruktionen mit zusammenhängendem Unterbau
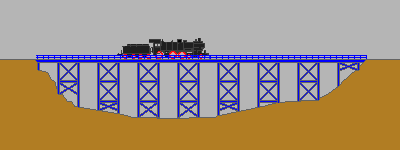
Ausführung von Stahlkonstruktionen mit separaten Gerüstpfeilern

Trestle-Brücken fanden für große Eisenbahnbrücken bis Ende der 1930er Jahre Verwendung, wurden aber schließlich durch andere Tragwerkkonstruktionen verdrängt; die letzten großen Stahl-Trestle-Brücken errichtete man in den 1960er Jahren in der Provinz Alberta in Kanada (Meikle River Trestle 1963 und Wapiti River Trestle 1969). In Alberta befindet sich mit dem Lethbridge Viaduct von 1907 auch die größte Trestle-Brücke der Welt, mit einer Länge von über 1,6 Kilometern und einer Höhe von fast 100 Metern. Die höchste Trestle-Brücke für den Schienenverkehr wurde mit dem Viaducto del Loa (103 m) schon 1888 in Chile errichtet und die Thomas Creek Bridge von 1961 im US-Bundesstaat Oregon ist mit 105 Metern die höchste Straßenbrücke dieser Bauart (die Liste lässt sich im Tabellenkopf entsprechend sortieren, voreingestellt ist die Sortierung nach der Länge der Bauwerke).
Neben Trestle-Brücken als eigenständige Bauwerke wurde die Bauform auch für Vorlandbrücken hoher Fachwerkbrücken u. a. über die Unterläufe des Mississippi River, Missouri River, Ohio River oder Hudson River verwendet, die hier meist die ausgedehnten Überschwemmungsgebiete der Flüsse überspannen (zweite Tabelle). Die über drei Kilometer lange Ostzufahrt zur Huey P. Long Bridge (1935) im Jefferson Parish in Louisiana ist davon mit einer Endhöhe von fast 50 Metern die größte Konstruktion. Die größte Trestle-Brücke in Deutschland ist die fast 1,3 Kilometer lange Nordzufahrt zur 68 Meter hohen Rendsburger Hochbrücke (1913) in Schleswig-Holstein, die Teil der Rendsburger Schleife ist.

## Kriterien
Da die Übergänge von der meist niedrigen Jochbrücke zur Trestle-Brücke sowie von Letzterer zu anderen Tragwerkskonstruktionen mit großen Spannweiten teils fließend und eine eindeutige Definition zur Abgrenzung in der Literatur nicht vorhanden ist, wurden den Tabellen folgende Kriterien zugrunde gelegt:
Trestle-Brücken als eigenständige Bauwerke
Die Bauwerke haben eine Gesamtlänge von mindestens 200 Metern und eine Höhe von mindestens 20 Metern (Gleis- oder Straßenebene). Sie sind größtenteils als Trestle-Brücken ausgeführt, können aber davon abweichend einen oder mehrere längere Träger von etwa 100 Meter Spannweite aufweisen, die meist als Fachwerkträger ausgeführt sind; bei Eisenbahnbrücken wurden Längen von maximal 300 ft (91 m) und bei Straßenbrücken bis zu 371 ft (113 m) realisiert. Weiterhin müssen bei den Brücken mit separaten Gerüstpfeilern bzw. Gittermasten einzelne Träger oder Teile eines Trägers diese deutlich überspannen (einzelne Pfeiler anderer Bauart können aber vorkommen); abgegrenzt werden hier Brücken mit allseitig nach oben spitz zulaufenden Gerüstpfeilern, auf denen sich nur die Enden der jeweiligen Träger treffen oder die längere Mehrfeldträger tragen (Beispiele sind hier die Hauptbrücke der Poughkeepsie Bridge, das Viaduc de Busseau oder das Malleco-Viadukt).
Trestle-Brücken als Bestandteil anderer Brückentypen
Neben den oben genannten Kriterien zur Ausführung muss mindestens eine Zufahrt zur Hauptbrücke eine Länge von mindestens 200 Metern haben und eine Endhöhe von mindestens 20 Metern erreichen (Höhe der Gleis- oder Straßenebene der Hauptbrücke).

## Trestle-Brücken als eigenständige Bauwerke
| Nutzung         | Status             | Anzahl |
| --------------- | ------------------ | ------ |
| Eisenbahn (166) | aktiv              | 83     |
| Eisenbahn (166) | Radwanderweg       | 13     |
| Eisenbahn (166) | stillgelegt        | 14     |
| Eisenbahn (166) | abgerissen         | 35     |
| Eisenbahn (166) | verfüllt / ersetzt | 21     |
| Straße (15)     | aktiv              | 05     |
| Straße (15)     | Fußgängerbrücke    | 01     |
| Straße (15)     | ersetzt            | 09     |
| Aquädukt (2)    | aktiv              | 0      |
| Aquädukt (2)    | abgerissen         | 02     |

Aufgrund der Vielzahl von errichteten Trestle-Brücken kann die Liste nicht den Anspruch auf Vollständigkeit erheben, wobei durch die gute Dokumentation der besonders langen und hohen Konstruktionen für diese von einer nahezu lückenlosen Zusammenstellung ausgegangen werden kann. Bei den kürzeren Brücken wurden nur die aufgenommen, für die aus der Literatur oder vertrauenswürdigen Internetquellen mindestens die Länge, die Höhe und die Zeit der Errichtung ermittelt werden konnte; eine fortlaufende Vervollständigung ist angestrebt.
- Name: Name der Brücke entsprechend dem Lemma in der deutschsprachigen Wikipedia.
- überbrückt: Name des Flusses oder Tals bzw. Canyons den die Brücke überspannt. Wenn das Tal keinen Namen hat, ist dies durch N/A (nicht verfügbar, von engl. not available) markiert.
- Länge: Gesamtlänge der Brücke zwischen den Widerlagern. Wenn die genaue Länge in den Quellen nicht angegeben ist, wird diese als ungefähre Angabe mit ca. markiert (tlw. mit der Entfernungsmessung bei Google Maps ermittelt).
- Spannweite: Längste Spannweite zwischen den tragenden Elementen wie Widerlager oder Brückenpfeiler. Bei Holz-Trestle-Brücken mit durchgehender Konstruktion ist diese Angabe nicht sinnvoll und wird mit N/A (nicht anwendbar) markiert.
- Höhe: Höhe der Brücke, i. d. R. die Höhe der Gleis- oder Straßenebene über dem tiefsten Punkt des Tals oder über der Wasseroberfläche.
- Material: Material der tragenden Strukturelemente der Brücke. Bei Kombinationen aus mehreren Materialien ist ein Zusatz in eckigen Klammern angegeben (Material von evtl. Vorgänger- oder Nachfolgebauten in runden Klammern).
- Fertigstellung: Jahr der Fertigstellung der Brücke. Planungs- und Baubeginn können mehrere Jahre davor liegen. Bei Umbauten oder Erweiterungen sowie späteren Neubauten ist in Klammern das Jahr der ursprünglichen Errichtung bzw. des Neubaus angegeben (die Sortierung erfolgt hier nach der ersten Trestle-Brücke).
- Stilllegung / Abriss: Jahr der Stilllegung der Brücke. Wenn die Konstruktion später abgerissen oder verfüllt wurde und somit nicht mehr vorhanden ist, so ist dieses Jahr angegeben und die Zeile grau hervorgehoben.
- Nutzung / Status: (Ursprüngliche) Nutzung als Eisenbahnbrücke, Straßenbrücke (tlw. als Kombination beider Verkehrswege) oder Aquädukt bzw. Ablaufkanal (engl. flume). Wenn ehemalige Eisenbahn- oder Straßenbrücken für die Nutzung von Radwander- bzw. Fußwegen umgebaut wurden, ist dies zusätzlich in Klammern angegeben
- Ort: Nächstgelegene Stadt oder die Region in der die Brücke errichtet wurde, mit Bundesstaat bzw. Bundesland.
- Koord.: Koordinaten der Brücke
- Land: Das entsprechende Land in ISO-3166-ALPHA-3-Code.

Tabellenzeilen von nicht mehr vorhandenen bzw. ersetzten Trestle-Brücken sind grau hinterlegt. Die Angaben zu Brücken, die noch keinen Artikel in der deutschsprachigen Wikipedia haben, sind durch die unter Name angeführten Einzelnachweise referenziert.
| Foto | Name                            | überbrückt                           | Länge in m     | Spannweite in m | Höhe in m | Material            | Fertig- stellung                | Stilllegung / Abriss | Nutzung / Status                | Ort                                         | Koord.                                                            | Land |
| ---- | ------------------------------- | ------------------------------------ | -------------- | --------------- | --------- | ------------------- | ------------------------------- | -------------------- | ------------------------------- | ------------------------------------------- | ----------------------------------------------------------------- | ---- |
|      | Lethbridge Viaduct              | Oldman River                         | 1624           | 51              | 096       | Stahl               | 1907                            | —                    | Eisenbahn                       | Lethbridge, Alberta                         | 49.697469444444 -112.8687                                         | CAN  |
|      | Rivers Trestle                  | Little Saskatchewan River            | ca. 1600 (195) | N/A             | 028       | Holz (Stahl)        | 1908                            | 1924 (1970)          | Eisenbahn (verfüllt u. ersetzt) | Rivers, Manitoba                            | 50.0215 -100.22305555556                                          | CAN  |
|      | Redding Trestle                 | Sacramento River                     | 1325           | ca. 50          | 034       | Stahl               | 1939                            | —                    | Eisenbahn                       | Redding, Kalifornien                        | 40.593055555556 -122.40027777778                                  | USA  |
|      | Duhamel Trestle                 | Battle River                         | 1211           | N/A             | 037       | Holz                | 1910                            | 1924                 | Eisenbahn (abgerissen)          | Camrose, Alberta                            | 52.947277777778 -112.96602777778                                  | CAN  |
|      | Joso Bridge                     | Snake River                          | 1195           | 75              | 059       | Stahl               | 1912                            | —                    | Eisenbahn                       | Starbuck, Washington                        | 46.593722222222 -118.22833333333                                  | USA  |
|      | Salmon River Trestle            | Little Salmon River                  | 1195           | 31              | 059       | Stahl               | 1910                            | —                    | Eisenbahn                       | New Denmark, New Brunswick                  | 47.027527777778 -67.603555555556                                  | CAN  |
|      | Hi-Line Railroad Bridge         | Sheyenne River                       | 1184           | 31              | 047       | Stahl               | 1908                            | —                    | Eisenbahn                       | Valley City, North Dakota                   | 46.938888888889 -97.994722222222                                  | USA  |
|      | Tracel de Cap-Rouge             | Rivière du Cap Rouge                 | 1016           | 48              | 053       | Stahl               | 1908                            | —                    | Eisenbahn                       | Ville de Québec, Québec                     | 46.748805555556 -71.3485                                          | CAN  |
|      | Moodna Viaduct                  | Moodna Creek                         | 975            | 24              | 055       | Stahl               | 1909                            | —                    | Eisenbahn                       | Orange County, New York                     | 41.430277777778 -74.098972222222                                  | USA  |
|      | Genesee River Viaduct           | Genesee River                        | 951            | ?               | 043       | Stahl               | 1910                            | 1981                 | Eisenbahn (abgerissen)          | Allegany County, New York                   | 42.358583333333 -78.121861111111                                  | USA  |
|      | Spokane High Bridge             | Latah Creek Spokane River            | 915            | 32              | 055       | Stahl               | 1914                            | 1978                 | Eisenbahn (abgerissen)          | Spokane, Washington                         | 47.655944444444 -117.45477777778                                  | USA  |
|      | Fabyan Trestle Bridge           | Battle River                         | 874            | 46              | 058       | Stahl               | 1908                            | —                    | Eisenbahn                       | Wainwright, Alberta                         | 52.876666666667 -111.0575                                         | CAN  |
|      | Central Viaduct                 | Cuyahoga River                       | 865            | 72              | 031       | Eisen, Stahl        | 1888                            | 1943 (1959)          | Straße (ersetzt)                | Cleveland, Ohio                             | 41.486944444444 -81.690333333333                                  | USA  |
|      | Smith Avenue High Bridge        | Mississippi River                    | 844            | 76              | >40       | Eisen               | 1889                            | 1985                 | Straße (ersetzt)                | Saint Paul, Minnesota                       | 44.933888888889 -93.105444444444                                  | USA  |
|      | Sheyenne River Bridge           | Sheyenne River                       | 834            | 21              | 055       | Stahl               | 1912                            | —                    | Eisenbahn                       | Griggs County, North Dakota                 | 47.265222222222 -98.010388888889                                  | USA  |
|      | Boone Viaduct                   | Des Moines River                     | 818            | 91              | 056       | Stahl               | 1901                            | 2009                 | Eisenbahn (stillgelegt)         | Boone, Iowa                                 | 42.059 -93.97                                                     | USA  |
|      | Teton River Trestle             | Teton River                          | 792            | 16              | 040       | (Holz) Stahl        | (1902) 1913                     | —                    | Eisenbahn                       | Teton County, Montana                       | 47.918416666667 -111.80844444444                                  | USA  |
|      | Wapiti River Trestle            | Wapiti River                         | ca. 745        | ?               | 058       | Stahl               | 1969                            | —                    | Eisenbahn                       | Grande Prairie, Alberta                     | 55.073111111111 -118.62408333333                                  | CAN  |
|      | High Bridge                     | Appomattox River                     | 737            | 27              | 033       | (Holz, Eisen) Stahl | (1854, 1886) 1914               | 2005                 | Eisenbahn (Radwanderweg)        | Prince Edward County, Virginia              | 37.311388888889 -78.318333333333                                  | USA  |
|      | Rochfort Trestle Bridge         | Paddle River                         | 736            | ?               | 034       | Holz [tlw. Stahl]   | 1914                            | 2016                 | Eisenbahn (ersetzt)             | Mayerthorpe, Alberta                        | 53.904305555556 -115.02075                                        | CAN  |
|      | Madrid High Bridge              | Des Moines River                     | 729            | 48              | 044       | Stahl               | (1888) 1913                     | 1973                 | Eisenbahn (ersetzt)             | Madrid, Iowa                                | 41.86675 -93.868833333333                                         | USA  |
|      | Tulip Viaduct                   | Richland Creek                       | 700            | 23              | 048       | Stahl               | 1906                            | —                    | Eisenbahn                       | Solsberry, Indiana                          | 39.075361111111 -86.854222222222                                  | USA  |
|      | Goteik-Viadukt                  | Gotwin-Bach                          | 689            | 37              | 102       | Stahl               | 1900                            | —                    | Eisenbahn                       | Nawnghkio, Shan-Staat                       | 22.343055555556 96.859722222222                                   | MMR  |
|      | Pass Lake Trestle               | Blende River Pass Lake Road          | ca. 685        | 23              | 040       | Stahl               | 1916                            | 2004                 | Eisenbahn (stillgelegt)         | Thunder Bay District, Ontario               | 48.589722222222 -88.761861111111                                  | CAN  |
|      | Pine Creek Trestle              | Pine Creek Valley                    | 671            | N/A             | 028       | Holz                | 1908                            | 1922                 | Eisenbahn (verfüllt)            | Firdale, Manitoba                           | 49.98225 -99.156361111111                                         | CAN  |
|      | Feldmarschall-Hindenburg-Brücke | Dubysa                               | 670            | N/A             | 042       | Holz                | 1916                            | 1918 (1951)          | Eisenbahn (ersetzt)             | Lyduvėnai, Bezirk Kaunas                    | 55.505611111111 23.085972222222                                   | LTU  |
|      | Pecos Viaduct                   | Pecos River                          | 665            | 56              | 098       | Eisen               | 1892                            | 1949                 | Eisenbahn (ersetzt)             | Val Verde County, Texas                     | 29.758527777778 -101.3575                                         | USA  |
|      | Meikle River Trestle            | Meikle River                         | ca. 650        | ?               | 049       | Stahl               | 1963                            | —                    | Eisenbahn                       | County of Northern Lights, Alberta          | 57.157333333333 -117.58136111111                                  | CAN  |
|      | Mintlaw Viaduct                 | Red Deer River                       | 644            | 46              | 034       | Stahl               | 1912                            | 1983                 | Eisenbahn (stillgelegt)         | Red Deer County, Alberta                    | 52.207777777778 -113.91444444444                                  | CAN  |
|      | Wells Street Viaduct            | Menomonee River                      | 636            | ?               | 027       | Stahl               | 1892                            | 1958                 | Eisenbahn (abgerissen)          | Milwaukee, Wisconsin                        | 43.039972222222 -87.967083333333                                  | USA  |
|      | Kinzua Bridge                   | Kinzua Creek                         | 625            | ?               | 092       | (Eisen) Stahl       | (1882) 1900                     | 2003                 | Eisenbahn (tlw. eingestürzt)    | McKean County, Pennsylvania                 | 41.761111111111 -78.588611111111                                  | USA  |
|      | Cuyahoga River Viaduct          | Cuyahoga River                       | 605            | ?               | 050       | Stahl               | 1908                            | —                    | Eisenbahn                       | Brooklyn Heights, Ohio                      | 41.426888888889 -81.665722222222                                  | USA  |
|      | Judith River Trestle            | Judith River                         | 596            | 21              | 041       | Stahl               | 1914                            | —                    | Eisenbahn                       | Fergus County, Montana                      | 47.170694444444 -109.64947222222                                  | USA  |
|      | Rush Creek Viaduct              | Rush Creek                           | 586            | ?               | 047       | Stahl               | 1910                            | 1981                 | Eisenbahn (abgerissen)          | Allegany County, New York                   | 42.449222222222 -78.086                                           | USA  |
|      | Salisbury Viaduct               | Casselman River                      | 582            | 28              | 031       | Stahl               | 1912                            | 1998                 | Eisenbahn (Radwanderweg)        | Somerset County, Pennsylvania               | 39.834083333333 -79.045527777778                                  | USA  |
|      | Monarch Trestle                 | Oldman River                         | 576            | ?               | 046       | Stahl               | 1909                            | —                    | Eisenbahn                       | Monarch, Alberta                            | 49.8155 -113.20138888889                                          | CAN  |
|      | James River Trestle             | James River                          | 567            | ?               | 046       | Stahl               | 1911                            | —                    | Eisenbahn                       | Lynchburg, Virginia                         | 37.442777777778 -79.165611111111                                  | USA  |
|      | Minneapolis Western Bridge      | Mississippi River                    | 558            | 48              | 025       | Eisen               | 1891                            | 1952                 | Eisenbahn (abgerissen)          | Minneapolis, Minnesota                      | 44.979 -93.245277777778                                           | USA  |
|      | Gassman Coulee Trestle          | Gassman Coulee                       | 546            | ?               | 036       | (Holz) Stahl        | (1887) 1899                     | —                    | Eisenbahn                       | Minot, North Dakota                         | 48.229777777778 -101.38616666667                                  | USA  |
|      | Mingo Creek Trestle             | Mingo Creek                          | 546            | ?               | 061       | Stahl               | 1929                            | —                    | Eisenbahn                       | Washington County, Pennsylvania             | 40.208166666667 -79.984944444444                                  | USA  |
|      | Landore Viaduct                 | Tawe                                 | 536            | 34              | 034       | Holz                | 1850                            | 1889                 | Eisenbahn (ersetzt)             | Swansea, Wales                              | 51.645305555556 -3.9340555555556                                  | GBR  |
|      | Muir Trestle                    | Alhambra Valley                      | 518            | 30              | 023       | Stahl               | 1900                            | —                    | Eisenbahn                       | Martinez, Kalifornien                       | 37.990277777778 -122.12791666667                                  | USA  |
|      | Sage Creek Trestle              | Sage Creek                           | 518            | 21              | 048       | Stahl               | 1914                            | —                    | Eisenbahn                       | Fergus County, Montana                      | 47.25525 -109.75697222222                                         | USA  |
|      | Parry Sound CPR Trestle         | Seguin River                         | 517            | 50              | 037       | Stahl               | 1908                            | —                    | Eisenbahn                       | Parry Sound, Ontario                        | 45.340888888889 -80.032805555556                                  | CAN  |
|      | Jenkins Ford High Bridge        | Vermilion River                      | 488            | 61              | 041       | Stahl               | 1906                            | 1987                 | Eisenbahn (abgerissen)          | Vermilion County, Illinois                  | 40.037222222222 -87.557861111111                                  | USA  |
|      | Black River Trestle             | Black River                          | 488            | 30              | 032       | Stahl               | 1912                            | —                    | Eisenbahn                       | Douglas County, Wisconsin                   | 46.557861111111 -92.145694444444                                  | USA  |
|      | Cow Creek Trestle               | Cow Creek                            | 488            | ?               | 046       | Stahl               | 1909                            | 1987                 | Eisenbahn (Radwanderweg)        | Adams County, Washington                    | 46.843944444444 -118.14519444444                                  | USA  |
|      | Uno Trestle                     | Minnewashta Creek                    | 482            | ?               | 035       | (Holz) Stahl        | (1908, 1915) 1929               | —                    | Eisenbahn                       | Miniota, Manitoba                           | 50.226777777778 -101.09538888889                                  | CAN  |
|      | Safe Harbor Bridge              | Conestoga River                      | 475            | 91              | 030       | Stahl               | 1906                            | 2022                 | Eisenbahn (Radwanderweg)        | Safe Harbor, Pennsylvania                   | 39.925277777778 -76.384166666667                                  | USA  |
|      | Montreal River Trestle          | Montreal River                       | 472            | 26              | 040       | Stahl               | 1911                            | —                    | Eisenbahn                       | Algoma District, Ontario                    | 47.271 -84.435638888889                                           | CAN  |
|      | Lawyers Canyon Viaduct          | Lawyer Creek                         | 463            | ?               | 085       | Stahl               | 1908                            | 2000                 | Eisenbahn (stillgelegt)         | Lewis County, Idaho                         | 46.200833333333 -116.42041666667                                  | USA  |
|      | Beaver River Trestle Bridge     | Beaver River                         | 453            | ?               | 059       | Holz [tlw. Stahl]   | 1931                            | 1999                 | Eisenbahn (Radwanderweg)        | Cold Lake, Alberta                          | 54.373472222222 -110.25511111111                                  | CAN  |
|      | Elk Creek Viaduct               | Elk Creek                            | 448            | 24              | 061       | (Eisen) Stahl       | (1882) 1902                     | —                    | Eisenbahn                       | Lake City, Pennsylvania                     | 42.003944444444 -80.348                                           | USA  |
|      | Brandywine Valley Viaduct       | East Branch Brandywine Creek         | 442            | 61              | >30       | Stahl               | 1904                            | 1989                 | Eisenbahn (stillgelegt)         | Downingtown, Pennsylvania                   | 39.995 -75.699111111111                                           | USA  |
|      | Shelbyville Bridge              | Kaskaskia River                      | 427            | 38              | >20       | Stahl               | 1896                            | —                    | Eisenbahn                       | Shelbyville, Illinois                       | 39.403527777778 -88.787083333333                                  | USA  |
|      | West Okaw River Viaduct         | West Okaw River                      | 427            | 30              | 022       | Eisen               | 1892                            | 1908                 | Eisenbahn (ersetzt)             | Moultrie County, Illinois                   | 39.553472222222 -88.705888888889                                  | USA  |
|      | Spring Creek Trestle            | Big Spring Creek                     | 424            | ?               | 026       | Holz [tlw. Stahl]   | 1912                            | 1980er               | Eisenbahn (stillgelegt)         | Fergus County, Montana                      | 47.127138888889 -109.57058333333                                  | USA  |
|      | Broad River Bridge              | Broad River                          | 415            | 61              | 044       | Stahl               | 1908                            | —                    | Eisenbahn                       | Rutherford County, North Carolina           | 35.201166666667 -81.85                                            | USA  |
|      | Valentine High Bridge           | Niobrara River                       | 402            | ?               | 043       | Stahl               | 1910                            | 1992                 | Eisenbahn (Radwanderweg)        | Cherry County, Nebraska                     | 42.844472222222 -100.52413888889                                  | USA  |
|      | New River Viaduct               | New River                            | 399            | ca. 60          | 040       | (Eisen) Stahl       | (1879, 1893) 1908               | 1963                 | Eisenbahn (tlw. abgerissen)     | Scott County, Tennessee                     | 36.380472222222 -84.553                                           | USA  |
|      | Indian Creek Trestle            | Indian Creek                         | 397            | 21              | 046       | Stahl               | 1914                            | —                    | Eisenbahn                       | Fergus County, Montana                      | 47.215166666667 -109.70386111111                                  | USA  |
|      | Tinkers Creek Viaduct           | Tinkers Creek                        | 396            | 24              | 049       | Stahl               | 1911                            | 1973                 | Eisenbahn (abgerissen)          | Walton Hills, Ohio                          | 41.375055555556 -81.575444444444                                  | USA  |
|      | Sweetwater Trestle              | Sweetwater River                     | 385            | N/A             | 025       | Holz                | 1888                            | 1930er               | Flume (abgerissen)              | El Cajon, Kalifornien                       | (?)                                                               | USA  |
|      | Eastview Trestle                | Tal des heutigen Tarrytown Reservoir | 384            | N/A             | 026       | Holz                | 1880                            | 1883                 | Eisenbahn (abgerissen)          | Tarrytown, New York                         | 41.083305555556 -73.83325                                         | USA  |
|      | Maribyrnong River Viaduct       | Maribyrnong River                    | 383            | ?               | 055       | Stahl               | 1929                            | —                    | Eisenbahn                       | Melbourne, Victoria                         | -37.748055555556 144.8455                                         | AUS  |
|      | Box Canyon Trestle              | Box Canyon                           | 379            | 23              | 069       | Stahl               | 1909                            | 1987                 | Eisenbahn (Radwanderweg)        | Franklin County, Washington                 | 46.549555555556 -118.55775                                        | USA  |
|      | Brushy Creek Viaduct            | Brushy Creek                         | 375            | 23              | 057       | Stahl               | 1907                            | 1996                 | Eisenbahn (abgerissen)          | Marion County, Alabama                      | 34.257583333333 -87.762916666667                                  | USA  |
|      | Melton Viaduct                  | Melton Reservoir                     | 375            | ?               | 038       | Eisen               | 1886                            | —                    | Eisenbahn                       | Melton, Victoria                            | -37.716583333333 144.54166666667                                  | AUS  |
|      | Cut Bank Trestle                | Cut Bank Creek                       | 366            | ?               | 055       | (Holz) Stahl        | (1890) 1900                     | —                    | Eisenbahn                       | Glacier County, Montana                     | 48.640972222222 -112.34466666667                                  | USA  |
|      | Pont de la Rivière du Milieu    | Rivière du Milieu                    | 365            | 69              | 053       | Stahl               | 1913                            | —                    | Eisenbahn                       | Mékinac, Québec                             | 47.131055555556 -72.609972222222                                  | CAN  |
|      | Deep Creek Bridge               | Hawks Creek                          | 364            | ?               | >87       | Stahl               | 1920                            | —                    | Eisenbahn                       | Cariboo Regional District, British Columbia | 52.300277777778 -122.25666666667                                  | CAN  |
|      | Holcomb Creek Trestle           | Holcomb Creek                        | 356            | N/A             | 027       | Holz                | 1905                            | —                    | Eisenbahn                       | Helvetia, Oregon                            | 45.596972222222 -122.89827777778                                  | USA  |
|      | Half Mile Bridge                | Don River                            | 351            | ?               | 023       | Stahl               | 1888                            | 1928                 | Eisenbahn (ersetzt)             | Toronto, Ontario                            | 43.683277777778 -79.363222222222                                  | CAN  |
|      | Cutarm Trestle                  | Cutarm Creek                         | 351            | ?               | 041       | (Holz) Stahl        | (1908) 1925                     | —                    | Eisenbahn                       | Gerald, Saskatchewan                        | 50.672583333333 -101.82744444444                                  | CAN  |
|      | Compton Trestle                 | Dry Run                              | 351            | ?               | >25       | Stahl               | 1918                            | —                    | Eisenbahn                       | Compton, Virginia                           | 38.7835 -78.370111111111                                          | USA  |
|      | Credit Valley Railway Trestle   | Credit River (Erin Branch)           | 349            | N/A             | 026       | Holz                | 1879                            | 1900                 | Eisenbahn (verfüllt u. ersetzt) | Caledon, Ontario                            | 43.801388888889 -79.995444444444                                  | CAN  |
|      | Baird Creek Trestle             | Baird Creek                          | 344            | N/A             | 072       | Holz                | 1940                            | 1961                 | Eisenbahn (abgerissen)          | Longview, Washington                        | (?)                                                               | USA  |
|      | Green River Trestle             | Green River                          | 341            | ?               | 050       | Stahl               | 1914                            | —                    | Eisenbahn                       | Lester, Washington                          | 47.213555555556 -121.43330555556                                  | USA  |
|      | Running Water Trestle (1914)    | Running Water Creek                  | 340            | ?               | 035       | Stahl               | 1914                            | —                    | Eisenbahn                       | Marion County, Tennessee                    | 35.000888888889 -85.512194444444                                  | USA  |
|      | Lyman Viaduct                   | Dickinson Creek                      | 339            | N/A             | 042       | Eisen               | 1873                            | 1913                 | Eisenbahn (verfüllt)            | Colchester, Connecticut                     | 41.563611111111 -72.452222222222                                  | USA  |
|      | Secret Town Trestle             | N/A                                  | 335            | N/A             | 029       | Holz                | 1865                            | 1877                 | Eisenbahn (verfüllt)            | Placer County, Kalifornien                  | 39.158583333333 -120.87913888889                                  | USA  |
|      | Copper Creek Viaduct            | Copper Creek                         | 333            | 21              | 051       | Stahl               | 1908                            | —                    | Eisenbahn                       | Scott County, Virginia                      | 36.655361111111 -82.744444444444                                  | USA  |
|      | Abbey Avenue Viaduct            | Walworth Valley                      | 333            | 37              | 023       | Eisen, Stahl        | 1888                            | 1986                 | Straße (ersetzt)                | Cleveland, Ohio                             | 41.484388888889 -81.693722222222                                  | USA  |
|      | Morris Ravine Trestle           | Morris Ravine                        | 332            | N/A             | 024       | Holz                | 1880er                          | 1890er               | Flume (abgerissen)              | Butte County, Kalifornien                   | 39.546861111111 -121.539                                          | USA  |
|      | Mountain Creek Bridge           | Mountain Creek                       | 331            | 45              | 050       | Holz                | 1885                            | 1902                 | Eisenbahn (ersetzt)             | Golden, British Columbia                    | 51.453333333333 -117.49583333333                                  | CAN  |
|      | Hagerman Trestle                | Busk Creek                           | 330            | N/A             | 026       | Holz                | 1887                            | ca. 1900             | Eisenbahn (abgerissen)          | Lake County, Colorado                       | 39.246444444444 -106.47747222222                                  | USA  |
|      | Laughery Creek Viaduct          | Laughery Creek                       | 329            | 27              | 034       | Stahl               | 1901                            | —                    | Eisenbahn                       | Ripley County, Indiana                      | 39.138777777778 -85.2485                                          | USA  |
|      | French Creek Trestle            | French Creek                         | 324            | 23              | 023       | Holz [tlw. Stahl]   | 1913                            | —                    | Eisenbahn                       | Parksville, British Columbia                | 49.338305555556 -124.37880555556                                  | CAN  |
|      | Moonee Ponds Creek Viaduct      | Moonee Ponds Creek                   | 323            | ?               | 035       | Stahl               | 1929                            | —                    | Eisenbahn                       | Melbourne, Victoria                         | -37.709166666667 144.89911111111                                  | AUS  |
|      | Possum Creek Trestle            | Opossum Creek                        | 322            | 20              | >25       | Eisen               | 1908                            | —                    | Eisenbahn                       | Lynchburg, Virginia                         | 37.356388888889 -79.09125                                         | USA  |
|      | Willow Canyon Trestle           | Willow Creek                         | 320            | 30              | 084       | Stahl               | 1911                            | —                    | Eisenbahn                       | Madras, Oregon                              | 44.63825 -121.14308333333                                         | USA  |
|      | CPR Carmangay Trestle           | Little Bow River                     | ca. 315        | ?               | 042       | (Holz) Stahl        | (1911) 1928                     | —                    | Eisenbahn                       | Carmangay, Alberta                          | 50.13825 -113.11813888889                                         | CAN  |
|      | Burr Canyon Trestle             | Burr Canyon                          | ca. 315        | ?               | >60       | Stahl               | 1909                            | 1987                 | Eisenbahn (Radwanderweg)        | Franklin County, Washington                 | 46.507111111111 -118.61808333333                                  | USA  |
|      | Amarube-Viadukt                 | Hasegawa                             | 311            | 18              | 041       | Stahl               | 1912                            | 2010                 | Eisenbahn (ersetzt)             | Kami, Präfektur Hyōgo                       | 35.64965 134.5601                                                 | JPN  |
|      | Jembatan Cikacepit              | ?                                    | 310            | ?               | 038       | Stahl               | 1916                            | 1982                 | Eisenbahn (stillgelegt)         | Kabupaten Pangandaran, Jawa Barat           | -7.6575277777778 108.74894444444                                  | IDN  |
|      | Manitowoc High Trestle          | Manitowoc River                      | 308            | 18              | 024       | Stahl               | 1906                            | —                    | Eisenbahn                       | Manitowoc, Wisconsin                        | 44.103083333333 -87.683777777778                                  | USA  |
|      | Maulua Stream Viaduct           | Maulua Stream                        | 307            | ?               | 058       | Stahl               | 1913                            | 1946                 | Eisenbahn (abgerissen)          | Hawaii County, Hawaii                       | 19.953583333333 -155.19452777778                                  | USA  |
|      | Clio Trestle                    | Willow Creek                         | 306            | ?               | 061       | Stahl               | 1909                            | —                    | Eisenbahn                       | Plumas County, Kalifornien                  | 39.7535 -120.5675                                                 | USA  |
|      | Belah Viaduct                   | River Belah                          | 305            | 18              | 059       | Eisen               | 1860                            | 1963                 | Eisenbahn (abgerissen)          | Cumbria, England                            | 54.489 -2.2498055555556                                           | GBR  |
|      | Tracel de Sainte-Ursule         | Rivière Maskinongé                   | 305            | 18              | 051       | Stahl               | 1901                            | —                    | Eisenbahn                       | Sainte-Ursule, Québec                       | 46.298666666667 -73.098305555556                                  | CAN  |
|      | Mahoning Creek Trestle          | Mahoning Creek                       | 305            | 37              | >45       | Eisen               | 1899                            | —                    | Eisenbahn                       | Indiana County, Pennsylvania                | 40.887888888889 -79.207777777778                                  | USA  |
|      | Jug Handle Creek Trestle        | Jug Handle Creek                     | 305            | N/A             | 043       | Holz                | (1883) 1906                     | 1945                 | Eisenbahn (abgerissen)          | Mendocino County, Kalifornien               | 39.373194444444 -123.80391666667                                  | USA  |
|      | Red Sucker Trestle              | Red Sucker Cove                      | 305            | N/A             | 032       | Holz                | 1884                            | 1903                 | Eisenbahn (verfüllt)            | Marathon, Ontario                           | 48.777166666667 -86.485694444444                                  | CAN  |
|      | Elkton Bridge                   | Elk Run                              | 304            | ?               | 032       | Eisen               | 1888                            | 1943                 | Eisenbahn (abgerissen)          | Columbiana County, Ohio                     | 40.766222222222 -80.69525                                         | USA  |
|      | Sandy River Trestle             | Sandy River                          | >300           | ?               | 021       | Holz [tlw. Stahl]   | 1911 [1921]                     | 1932                 | Eisenbahn (abgerissen)          | Clackamas County, Oregon                    | 45.446083333333 -122.24891666667                                  | USA  |
|      | Ferndale Trestle                | Mongaup River                        | 299            | 25              | 027       | (Eisen) Stahl       | (1883) 1901                     | nach 1957            | Eisenbahn (abgerissen)          | Sullivan County, New York                   | 41.773833333333 -74.739916666667                                  | USA  |
|      | Wilburton Trestle               | Mercer Slough                        | 297            | ?               | 031       | Holz [tlw. Stahl]   | 1904                            | 2008                 | Eisenbahn (stillgelegt)         | Bellevue, Washington                        | 47.602638888889 -122.18122222222                                  | USA  |
|      | Tekoa Trestle                   | Hangman Creek                        | 297            | ?               | 035       | Stahl               | 1909                            | 1980er               | Eisenbahn (stillgelegt)         | Tekoa, Washington                           | 47.226361111111 -117.08025                                        | USA  |
|      | Albion River Bridge             | Albion River                         | 295            | 40              | >50       | Holz [tlw. Stahl]   | 1944                            | —                    | Straße CA 1                     | Albion, Kalifornien                         | 39.226611111111 -123.76911111111                                  | USA  |
|      | Gardner River Bridge            | Gardner River                        | 293            | 56              | 061       | Stahl               | 1939                            | —                    | Straße Grand Loop Road          | Park County, Wyoming                        | 44.958111111111 -110.67908333333                                  | USA  |
|      | Horse Run Viaduct               | Deverill Street                      | 293            | 23              | 028       | (Eisen) Stahl       | (1876) 1905                     | —                    | Eisenbahn                       | Ludlow, Kentucky                            | 39.082277777778 -84.550861111111                                  | USA  |
|      | Eldora Viaduct                  | Iowa River                           | 293            | ?               | 021       | Stahl               | 1913                            | 1984                 | Straße (ersetzt)                | Eldora, Iowa                                | 42.360638888889 -93.082638888889                                  | USA  |
|      | Thomas Creek Bridge             | Thomas Creek                         | 291            | 113             | 105       | Stahl               | 1961                            | —                    | Straße US 101                   | Curry County, Oregon                        | 42.165944444444 -124.359                                          | USA  |
|      | Muddy Creek Trestle             | Muddy Creek                          | 291            | 16              | 030       | (Holz) Stahl        | (1902) 1913                     | —                    | Eisenbahn                       | Teton County, Montana                       | 47.935027777778 -111.80808333333                                  | USA  |
|      | Stenner Creek Trestle           | Stenner Creek                        | 290            | ?               | 026       | Stahl               | 1894                            | —                    | Eisenbahn                       | San Luis Obispo County, Kalifornien         | 35.319611111111 -120.6805                                         | USA  |
|      | Shuffle Creek Bridge            | Shuffle Creek, Lake Lemon            | ca. 285        | 18              | 048       | Stahl               | 1906                            | —                    | Eisenbahn                       | Monroe County, Indiana                      | 39.247833333333 -86.404027777778                                  | USA  |
|      | Lake James Bridge               | Catawba River                        | 280            | 46              | 045       | Stahl               | 1907                            | —                    | Eisenbahn                       | McDowell County, North Carolina             | 35.718916666667 -81.989833333333                                  | USA  |
|      | Clinton Viaduct                 | Nashua River                         | 280            | ?               | 041       | Stahl               | 1903                            | 1975                 | Eisenbahn (abgerissen)          | Clinton, Massachusetts                      | 42.405222222222 -71.68575                                         | USA  |
|      | Anderson River Bridge           | Anderson River                       | 279            | ?               | 034       | Stahl               | 1914                            | —                    | Eisenbahn                       | Boston Bar, British Columbia                | 49.841194444444 -121.43191666667                                  | CAN  |
|      | 46th Street Bridge              | Ashtabula River                      | 279            | 43              | 031       | Stahl               | 1896                            | 1981                 | Straße (ersetzt)                | Ashtabula, Ohio                             | 41.864777777778 -80.779111111111                                  | USA  |
|      | Entwistle Bridge                | Pembina River                        | 277            | ?               | 065       | Stahl               | 1910                            | —                    | Eisenbahn                       | Parkland County, Alberta                    | 53.592777777778 -115.00252777778                                  | CAN  |
|      | Mohaka Viaduct                  | Mohaka River                         | 277            | 30              | 095       | Stahl               | 1937                            | —                    | Eisenbahn                       | Hawke’s Bay                                 | -39.068611111111 177.12569444444                                  | NZL  |
|      | Saluda River Trestle            | Saluda River                         | 274            | 18              | 034       | Stahl               | 1917                            | —                    | Eisenbahn                       | Greenville, South Carolina                  | 34.850972222222 -82.484972222222                                  | USA  |
|      | 63rd Street Trestle             | East 63rd Street Trafficway          | 267            | 23              | 037       | Stahl               | 1928                            | —                    | Eisenbahn                       | Kansas City (Missouri), Missouri            | 39.015388888889 -94.51575                                         | USA  |
|      | Paoli Viaduct                   | N/A                                  | 265            | 18              | 027       | (Holz) Stahl        | (1886) 1904                     | 1982                 | Eisenbahn (abgerissen)          | Paoli, Indiana                              | 38.566722222222 -86.4625                                          | USA  |
|      | Makatote Viaduct                | Makatote River                       | 262            | 31              | 079       | Stahl               | 1908                            | —                    | Eisenbahn                       | Manawatu-Wanganui                           | -39.265805555556 175.38988888889                                  | NZL  |
|      | Pont De Rennes                  | Genesee River                        | 262            | ?               | >27       | Stahl               | 1891                            | 1977                 | Straße (Fußgängerbrücke)        | Rochester, New York                         | 43.162833333333 -77.615638888889                                  | USA  |
|      | Viaducto del Toro               | Río Rosario                          | ca. 260        | 20              | 024       | Stahl               | 1922                            | —                    | Eisenbahn                       | Campo Quijano, Provinz Salta                | -24.880305555556 -65.7                                            | ARG  |
|      | Caracău-Viadukt                 | Caracău-Tal                          | ca. 260        | N/A             | 064       | Holz                | (1897, 1917) 1945               | 1946                 | Eisenbahn (ersetzt)             | Kreis Harghita                              | 46.524527777778 25.872222222222                                   | ROU  |
|      | Brooktondale Trestle            | Six Mile Creek                       | (488) 259      | ?               | 027       | (Holz) Eisen        | (1875) 1889                     | 1936                 | Eisenbahn (abgerissen)          | Tompkins County, New York                   | 42.382333333333 -76.401611111111                                  | USA  |
|      | Cedar River Trestle             | Cedar River                          | 257            | N/A             | 062       | Holz                | 1925                            | 1940er               | Eisenbahn (abgerissen)          | Selleck, Washington                         | 47.385527777778 -121.87016666667                                  | USA  |
|      | Quartz Creek Bridge             | North Fork Quartz Creek              | 255            | 32              | >35       | Stahl               | 1939                            | —                    | Straße US 26                    | Clatsop County, Oregon                      | 45.841388888889 -123.51777777778                                  | USA  |
|      | West Don High Bridge            | West Don River                       | 250            | ?               | 030       | Eisen               | 1884 (1. Gleis) 1914 (2. Gleis) | —                    | Eisenbahn                       | Toronto, Ontario                            | 43.71625 -79.34825                                                | CAN  |
|      | Lyon Brook Bridge               | Lyon Brook                           | 250            | 24              | 047       | (Eisen) Stahl       | (1869) 1894                     | 1966                 | Eisenbahn (abgerissen)          | Chenango County, New York                   | 42.457805555556 -75.538944444444                                  | USA  |
|      | Ashtabula Viaduct               | Ashtabula River                      | 250            | 24              | 028       | (Eisen) Stahl       | (1882) 1904                     | —                    | Eisenbahn                       | Ashtabula, Ohio                             | 41.862527777778 -80.779861111111                                  | USA  |
|      | Bellevue Valley Trestle         | Bellevue Valley                      | (460) 247      | ?               | 031       | (Holz) Stahl        | (1906) 1915                     | —                    | Eisenbahn                       | Algoma District, Ontario                    | 46.705861111111 -84.224166666667                                  | CAN  |
|      | Gaviota Trestle                 | Gaviota Creek                        | 247            | 18              | 024       | Stahl               | 1900                            | —                    | Eisenbahn                       | Santa Barbara County, Kalifornien           | 34.471388888889 -120.22669444444                                  | USA  |
|      | Bear River Bridge (1908)        | Bear River                           | 247            | ?               | 058       | Stahl               | 1908                            | 1963                 | Eisenbahn (abgerissen)          | Nevada County, Kalifornien                  | 39.133666666667 -120.95397222222                                  | USA  |
|      | Portageville Viaduct            | Genesee River                        | 244            | 36              | 071       | (Holz) Eisen        | (1852) 1875                     | 2018                 | Eisenbahn (ersetzt)             | Letchworth State Park, New York             | 42.577777777778 -78.049444444444                                  | USA  |
|      | Viaducto del Loa                | Río Loa                              | 244            | 24              | 103       | Stahl               | 1888                            | 1914                 | Eisenbahn (stillgelegt)         | Región de Antofagasta                       | -22.032222222222 -68.620972222222                                 | CHI  |
|      | Marent Gulch Trestle            | Marent Gulch                         | 243            | 36              | 069       | (Holz, Eisen) Stahl | (1883, 1885) 1927               | —                    | Eisenbahn                       | Missoula County, Montana                    | 47.003333333333 -114.12333333333                                  | USA  |
|      | Staithes Viaduct                | Staithes Beck                        | 241            | 18              | 046       | Eisen               | 1883                            | 1960                 | Eisenbahn (abgerissen)          | Staithes, England                           | 54.556472222222 -0.79683333333333                                 | GBR  |
|      | Tracel de la Rivière Boucanée   | Rivière Boucanée                     | 240            | 46              | 039       | Stahl               | 1913                            | —                    | Eisenbahn                       | Pohénégamook, Québec                        | 47.50375 -69.330416666667                                         | CAN  |
|      | Running Water Trestle (1869)    | Running Water Creek                  | 240            | 29              | 035       | (Holz) Eisen        | (1863) 1869                     | 1914                 | Eisenbahn (abgerissen)          | Marion County, Tennessee                    | 34.993722222222 -85.509138888889                                  | USA  |
|      | Wilson Canyon Trestle           | Wilson Canyon                        | ca. 240        | 23              | >40       | Stahl               | 1909                            | 1987                 | Eisenbahn (Radwanderweg)        | Franklin County, Washington                 | 46.541666666667 -118.57277777778                                  | USA  |
|      | Bass Point High Bridge          | Bass Point Creek                     | 239            | 24              | 048       | (Holz) Stahl        | (1903) 1913                     | —                    | Eisenbahn                       | Boone (Iowa), Iowa                          | 42.090055555556 -93.930388888889                                  | USA  |
|      | Canadian River Trestle          | Canadian River                       | 238            | ?               | 042       | Stahl               | 1905                            | —                    | Eisenbahn                       | Logan, New Mexico                           | 35.34775 -103.40958333333                                         | USA  |
|      | Bellevue Trestle                | Bellevue Creek                       | 238            | ?               | 065       | (Holz) Stahl        | (1914) 1930er                   | 1980er               | Eisenbahn (Radwanderweg)        | Kelowna, British Columbia                   | 49.74125 -119.41047222222                                         | CAN  |
|      | Markersbacher Viadukt           | Seitental der Großen Mittweida       | 237            | 25              | 037       | Stahl               | 1889                            | —                    | Eisenbahn                       | Raschau-Markersbach, Sachsen                | 50.535944444444 12.866194444444                                   | DEU  |
|      | Hakalau Stream Bridge           | Hakalau Stream                       | 236            | 22              | 052       | Stahl               | (1912) 1953                     | —                    | (Eisenbahn) Straße HI 19        | Hawaii County, Hawaii                       | 19.8995 -155.12983333333                                          | USA  |
|      | Gouritsrivierbrug               | Gouritsrivier                        | 235            | ?               | 064       | Stahl               | 1931                            | —                    | Eisenbahn                       | Mossel Bay, Westkap                         | -34.184972222222 21.752777777778                                  | ZAF  |
|      | Bedlington Viaduct              | River Blyth                          | 235            | ?               | 024       | (Holz) Stahl        | (1850) 1930                     | —                    | Eisenbahn                       | Bedlington, England                         | 55.134194444444 -1.5631666666667                                  | GBR  |
|      | Kettle River High Bridge        | Kettle River                         | 235            | 47              | 040       | (Holz) Stahl        | (1888) 1894                     | —                    | Eisenbahn                       | Sandstone, Minnesota                        | 46.137222222222 -92.857833333333                                  | USA  |
|      | Bartlett Glacier Loop Trestle   | Bartlett Glacier Valley              | 232            | N/A             | 032       | Holz                | 1906                            | 1951                 | Eisenbahn (abgerissen)          | Alaska                                      | 60.652805555556 -149.05580555556                                  | USA  |
|      | Calvert Street Bridge           | Rock Creek                           | 230            | 41              | 038       | Eisen               | 1891                            | 1935                 | Straße (ersetzt)                | Washington, D.C.                            | 38.923333333333 -77.048333333333                                  | USA  |
|      | Caneadea Gorge Bridge           | Caneadea Creek                       | 230            | 30              | 053       | Stahl               | 1906                            | 1940er               | Eisenbahn (abgerissen)          | Allegany County, New York                   | 42.386166666667 -78.163611111111                                  | USA  |
|      | 8th Street Bridges              | Valley Creek Tumwater Creek          | 230            | N/A             | 030 030   | (Holz) Holz         | (1913) 1936                     | 2010                 | Straße (ersetzt)                | Port Angeles, Washington                    | 48.115388888889 -123.44508333333 48.117944444444 -123.45130555556 | USA  |
|      | Jembatan Cisomang               | Cisomang                             | 230            | ?               | 100       | Stahl               | 1932                            | —                    | Eisenbahn                       | Purwakarta, Jawa Barat                      | -6.6955555555556 107.39805555556                                  | IDN  |
|      | Two Medicine River Bridge       | Two Medicine River                   | 229            | ?               | 061       | (Holz) Stahl        | (1890) 1900                     | —                    | Eisenbahn                       | Glacier County, Montana                     | 48.454 -113.21016666667                                           | USA  |
|      | Pumpkinvine Creek Trestle       | Pumpkinvine Creek                    | 229            | ?               | 038       | Stahl               | 1901                            | 1999                 | Eisenbahn (Radwanderweg)        | Paulding County, Georgia                    | 33.912861111111 -84.879333333333                                  | USA  |
|      | Goat Canyon Trestle             | Goat Canyon                          | 229            | N/A             | 061       | Holz                | 1933                            | 2008                 | Eisenbahn (stillgelegt)         | Anza-Borrego Desert State Park, Kalifornien | 32.729166666667 -116.18333333333                                  | USA  |
|      | Ellison Creek Trestle           | Ellison Creek                        | 226            | ?               | 030       | Stahl               | 1894                            | 2018                 | Eisenbahn (ersetzt)             | Henderson County, Illinois                  | 40.778055555556 -90.817222222222                                  | USA  |
|      | Deepdale Viaduct                | Deepdale Beck                        | 226            | 18              | 049       | Eisen               | 1860                            | 1963                 | Eisenbahn (abgerissen)          | Barnard Castle, England                     | 54.541972222222 -1.9767777777778                                  | GBR  |
|      | Pope Lick Trestle               | Pope Lick Creek                      | 226            | 16              | 027       | Stahl               | 1925                            | —                    | Eisenbahn                       | Louisville, Kentucky                        | 38.191944444444 -85.488055555556                                  | USA  |
|      | Puente de Las Vacas             | Río Contreras                        | 226            | 23              | 070       | Stahl               | 1908                            | 2000er               | Eisenbahn (stillgelegt)         | Guatemala-Stadt, Departamento Guatemala     | 14.648305555556 -90.485805555556                                  | GTM  |
|      | Bear River Bridge (1876)        | Bear River                           | 226            | 46              | 030       | Holz                | 1876                            | 1908                 | Eisenbahn (abgerissen)          | Nevada County, Kalifornien                  | 39.144027777778 -120.94733333333                                  | USA  |
|      | Jacks Run Bridge                | Jacks Run                            | 226            | ?               | 051       | Stahl               | 1893                            | 1925                 | Straße (ersetzt)                | Bellevue, Pennsylvania                      | 40.488 -80.046027777778                                           | USA  |
|      | Myra Canyon Trestle #6          | Pooley Creek                         | 225            | ?               | 055       | (Holz) Stahl        | (1914) 1932                     | 1980er               | Eisenbahn (Radwanderweg)        | Kelowna, British Columbia                   | 49.772916666667 -119.32866666667                                  | CAN  |
|      | Viaducto La Polvorilla          | Ruta Nacional 40                     | 224            | 20              | 063       | Stahl               | 1932                            | —                    | Eisenbahn                       | San Antonio de los Cobres, Provinz Salta    | -24.202666666667 -66.414611111111                                 | ARG  |
|      | Buxton Trestle                  | Mendenhall Creek                     | 223            | N/A             | 024       | Holz                | 1924                            | 1973                 | Eisenbahn (Radwanderweg)        | Buxton, Oregon                              | 45.697472222222 -123.18213888889                                  | USA  |
|      | Covel Viaduct                   | Gooney Otter Creek                   | ca. 220        | ?               | >20       | Stahl               | 1907                            | —                    | Eisenbahn                       | Wyoming County, West Virginia               | 37.490555555556 -81.321972222222                                  | USA  |
|      | Knitsley Viaduct                | Smallhope Burn                       | 219            | N/A             | >25       | Holz                | 1862                            | 1919                 | Eisenbahn (verfüllt)            | County Durham, England                      | 54.827944444444 -1.7801111111111                                  | GBR  |
|      | Puente Carrión                  | Río Rímac                            | 218            | ?               | 080       | (Eisen) Stahl       | (1873, 1890) 1937               | —                    | Eisenbahn                       | Region Lima                                 | -11.889361111111 -76.487472222222                                 | PER  |
|      | Dale Creek Crossing             | Dale Creek                           | 215            | 12              | 040       | (Holz) Eisen        | (1868) 1876                     | 1901                 | Eisenbahn (abgerissen)          | Laramie, Wyoming                            | 41.103611111111 -105.45472222222                                  | USA  |
|      | Stony Brook Glen Viaduct        | Stony Brook Glen                     | 213            | ?               | 072       | Eisen               | 1883                            | 1907                 | Eisenbahn (ersetzt)             | Steuben County, New York                    | 42.514 -77.692138888889                                           | USA  |
|      | Tioga Creek Trestle             | Tioga Creek                          | 213            | ?               | 037       | Stahl               | 1890                            | 2014                 | Eisenbahn (ersetzt)             | Hardin County, Kentucky                     | 37.966361111111 -85.971                                           | USA  |
|      | McIntyre Creek Viaduct          | McIntyre Creek                       | 213            | 30              | 024       | Stahl               | 1905                            | —                    | Eisenbahn                       | Jefferson County, Ohio                      | 40.299694444444 -80.689194444444                                  | USA  |
|      | Half Moon Trestle               | Seitental des Lapwai Canyon          | 208            | N/A             | 043       | Holz                | 1907                            | 2000                 | Eisenbahn (stillgelegt)         | Lewis County, Idaho                         | 46.324861111111 -116.57413888889                                  | USA  |
|      | Newfound Creek Trestle          | Newfound Creek                       | 208            | N/A             | 035       | Holz                | 1904                            | 2006                 | Eisenbahn (abgebrannt)          | Jefferson County, Alabama                   | 33.658805555556 -86.89875                                         | USA  |
|      | Maliko Gulch Trestle            | Maliko Gulch                         | 208            | ?               | 070       | Stahl               | 1913                            | 1967                 | Eisenbahn (abgerissen)          | Maui County, Hawaii                         | 20.935583333333 -156.33913888889                                  | USA  |
|      | Manhasset Viaduct               | Manhasset Creek                      | 207            | 28              | 025       | Stahl               | 1898                            | —                    | Eisenbahn                       | Thomaston, New York                         | 40.7925 -73.709444444444                                          | USA  |
|      | Red Coulee Trestle              | Red Coulee                           | 206            | ?               | 042       | Stahl               | 1914                            | ?                    | Eisenbahn (stillgelegt)         | Cascade County, Montana                     | 47.548083333333 -110.96083333333                                  | USA  |

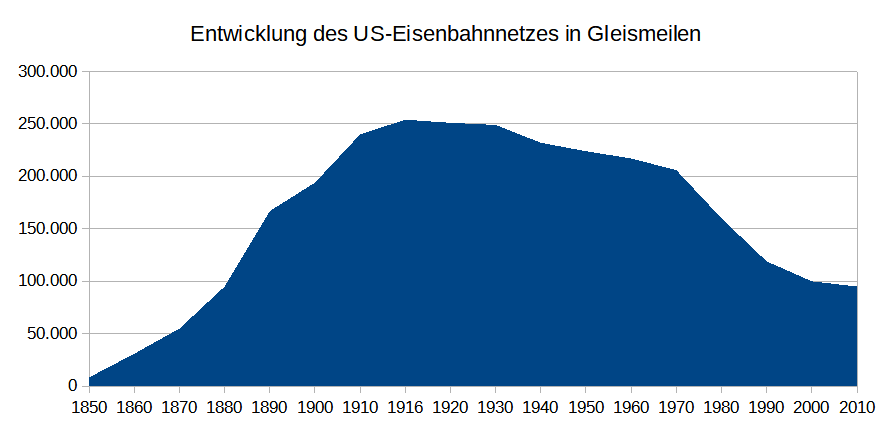
Entwicklung des US-Eisenbahnnetzes in Gleismeilen

In der unteren Grafik ist zusammenfassend die Anzahl der jährlich fertiggestellten Trestle-Brücken aus den oben gelisteten Daten wiedergegeben, wobei hier das Jahr der ersten Errichtung einfließt, auch wenn am gleichen Ort ein späterer Neubau durch eine vergleichbare Konstruktion aus einem anderen Material erfolgte.
Da weltweit über 90 Prozent aller großen Trestle-Brücken für den Schienenverkehr und davon die meisten in den USA errichtet wurden, ist der Anstieg in den 1880er und 1900er Jahren auf den verstärkten Ausbau des Eisenbahnnetzes in den USA zurückzuführen, das 1916 mit insgesamt über 400.000 Gleiskilometern (254.000 Gleismeilen) seine größte Ausdehnung erreichte. Mit dem Ersten Weltkrieg 1914–1918 (Kriegseintritt der Vereinigten Staaten 1917) und durch die später folgende Weltwirtschaftskrise in den 1930er Jahren kam die Expansion zum Erliegen. Das Aufkommen des motorisierten Individualverkehrs führte schließlich zur Stilllegung vieler unrentabler Strecken. Da für den Ausbau des Straßennetzes vorwiegend Stahlbeton-Brücken Verwendung fanden, wurden bis in die 1960er Jahre weltweit nur noch vereinzelt große Trestle-Brücken errichtet; die letzten mit einer Länge von über 600 Metern waren in Kanada das Meikle River Trestle (Great Slave Lake Railway, 1963) und das Wapiti River Trestle (Alberta Resources Railway, 1969).

## Trestle-Brücken als Bestandteil anderer Brückentypen
Die Liste gibt nur eine Auswahl von bestehenden großen Trestle-Brücken wieder, die als Zufahrten von Hauptbrücken anderer Tragwerkkonstruktionen errichtet wurden und den eingangs genannten Kriterien entsprechen.
- Name: Name der Brücke entsprechend dem Lemma in der deutschsprachigen Wikipedia.
- überbrückt: Name des Flusses oder Tals bzw. Canyons, den die Brücke überspannt.
- Brückentyp: Bauform der Hauptbrücke.
- Gesamtlänge: Gesamtlänge der Brücke zwischen den Widerlagern.
- Spannweite: Längste Spannweite der Hauptbrücke zwischen den tragenden Elementen wie Widerlager oder Brückenpfeiler.
- Höhe: Höhe der Brücke, i. d. R. die Höhe der Gleis- oder Straßenebene über dem tiefsten Punkt des Tals oder über der Wasseroberfläche.
- Zufahrt-1 oder 2: Länge der Zufahrten bis zur Hauptbrücke. Wenn die genaue Länge in den Quellen nicht angegeben ist, wird diese als ungefähre Angabe mit ca. markiert (tlw. mit der Entfernungsmessung bei Google Maps ermittelt).
- Material: Material der tragenden Strukturelemente der Brücke. Bei Kombinationen aus mehreren Materialien ist ein Zusatz in eckigen Klammern angegeben (Material von evtl. Vorgänger- oder Nachfolgebauten in runden Klammern).
- Fertigstellung: Jahr der Fertigstellung der Brücke. Planungs- und Baubeginn können mehrere Jahre davor liegen. Bei Umbauten oder Erweiterungen sowie späteren Neubauten ist in Klammern das Jahr der ursprünglichen Errichtung bzw. des Neubaus angegeben.
- Nutzung / Status: Nutzung als Eisenbahnbrücke, Straßenbrücke oder als Kombination beider Verkehrswege.
- Ort: Nächstgelegene Stadt oder die Region in der die Brücke errichtet wurde sowie der entsprechende Bundesstaat oder Bundesland.
- Koord.: Koordinaten der Brücke.
- Land: Das entsprechende Land in ISO-3166-ALPHA-3-Code.

Die Angaben zu Brücken, die noch keinen Artikel in der deutschsprachigen Wikipedia haben, sind durch die unter Name angeführten Einzelnachweise referenziert.
| Foto | Name                                   | überbrückt               | Brückentyp                  | Gesamtlänge in m | Spannweite in m | Höhe in m | Zufahrt-1 in m       | Zufahrt-2 in m       | Material                 | Fertig- stellung | Nutzung Status              | Ort                           | Koord.                           | Land |
| ---- | -------------------------------------- | ------------------------ | --------------------------- | ---------------- | --------------- | --------- | -------------------- | -------------------- | ------------------------ | ---------------- | --------------------------- | ----------------------------- | -------------------------------- | ---- |
|      | Huey P. Long Bridge (Jefferson Parish) | Mississippi River        | Fachwerk-Gerberträgerbrücke | 7009             | 241             | 047       | 3289 (Ost-Seite)     | 2301 (West-Seite)    | Stahl                    | 1935             | Eisenbahn, U.S. Highway     | Jefferson Parish, Louisiana   | 29.944166666667 -90.168888888889 | USA  |
|      | Huey P. Long Bridge (Baton Rouge)      | Mississippi River        | Fachwerk-Gerberträgerbrücke | 3722             | 259             | 034       | 1615 (West-Seite)    | 1093 (Ost-Seite)     | Stahl                    | 1940             | Eisenbahn, U.S. Highway     | Baton Rouge, Louisiana        | 30.506944444444 -91.1975         | USA  |
|      | Rendsburger Hochbrücke                 | Nord-Ostsee-Kanal        | Fachwerk-Gerberträgerbrücke | 2486             | 140             | 068       | 1272 (Nord-Seite)    | 920 (Süd-Seite)      | Stahl                    | 1913             | Eisenbahn, Schwebefähre     | Rendsburg, Schleswig-Holstein | 54.293472222222 9.6826388888889  | DEU  |
|      | Wabash Bridge (Saint Charles)          | Missouri River           | Fachwerk-Gerberträgerbrücke | 2400             | 191             | 042       | ca. 1200 (Ost-Seite) | ca. 690 (West-Seite) | (Eisen) Stahl            | (1871) 1936      | Eisenbahn                   | Saint Charles, Missouri       | 38.797388888889 -90.467305555556 | USA  |
|      | Hochbrücke Hochdonn                    | Nord-Ostsee-Kanal        | Fachwerkbrücke              | 2218             | 121             | 042       | ca. 1080 (Ost-Seite) | ca. 995 (West-Seite) | Stahl                    | 1920             | Eisenbahn                   | Hochdonn, Schleswig-Holstein  | 54.016111111111 9.2975           | DEU  |
|      | Cairo Rail Bridge                      | Ohio River               | Fachwerkbrücke              | ca. 6200         | 158             | 042       | ca. 960 (Ost-Seite)  | ca. 90 (West-Seite)  | (Eisen, Stahl) Stahl     | (1890) 1952      | Eisenbahn                   | Cairo, Illinois               | 37.023055555556 -89.175555555556 | USA  |
|      | Alfred H. Smith Memorial Bridge        | Hudson River             | Fachwerkbrücke              | 1602             | 182             | 042       | 910 (Ost-Seite)      | 382 (West-Seite)     | Stahl                    | 1924             | Eisenbahn                   | Albany County, New York       | 42.508694444444 -73.775          | USA  |
|      | Poughkeepsie Bridge                    | Hudson River             | Fachwerk-Gerberträgerbrücke | 2082             | 160             | 065       | ca. 810 (Ost-Seite)  | ca. 320 (West-Seite) | Stahl                    | 1888             | Eisenbahn                   | Poughkeepsie, New York        | 41.71025 -73.94475               | USA  |
|      | Harahan Bridge                         | Mississippi River        | Fachwerk-Gerberträgerbrücke | 1497             | 241             | 023       | 720 (West-Seite)     | —                    | Stahl                    | 1916             | Eisenbahn, Radwanderweg     | Memphis, Tennessee            | 35.129166666667 -90.075833333333 | USA  |
|      | Frisco Bridge                          | Mississippi River        | Fachwerk-Gerberträgerbrücke | 1528             | 241             | 023       | 698 (West-Seite)     | —                    | Eisen, Stahl             | 1892             | Eisenbahn (Zufahrt ersetzt) | Memphis, Tennessee            | 35.129166666667 -90.075833333333 | USA  |
|      | Kenova Railroad Bridge                 | Ohio River               | Fachwerkbrücke              | 1219             | 158             | 025       | 674 (Süd-Seite)      | —                    | Stahl                    | (1892) 1913      | Eisenbahn                   | Kenova, West Virginia         | 38.405555555556 -82.573055555556 | USA  |
|      | Lions Gate Bridge                      | Burrard Inlet            | Hängebrücke                 | 1517             | 473             | 061       | 670 (Nord-Seite)     | —                    | Stahl                    | 1938             | British Columbia Highway    | Vancouver, British Columbia   | 49.314722222222 -123.13916666667 | CAN  |
|      | Sibley Railroad Bridge                 | Missouri River           | Fachwerkbrücke              | 1244             | 121             | 025       | 610 (Nord-Seite)     | —                    | Stahl                    | (1888) 1915      | Eisenbahn                   | Sibley, Missouri              | 39.179805555556 -94.179194444444 | USA  |
|      | Metropolis Bridge                      | Ohio River               | Fachwerkbrücke              | 1958             | 220             | 034       | 486 (Nord-Seite)     | 184 (Süd-Seite)      | Stahl                    | 1917             | Eisenbahn                   | Metropolis, Illinois          | 37.144611111111 -88.742027777778 | USA  |
|      | High Level Bridge                      | North Saskatchewan River | Fachwerkbrücke              | 777              | 88              | 048       | 397 (Süd-Seite)      | 116 (Nord-Seite)     | Stahl                    | 1913             | Eisenbahn, 109 Street       | Edmonton, Alberta             | 53.530555555556 -113.51066666667 | CAN  |
|      | Kentucky and Indiana Terminal Bridge   | Ohio River               | Fachwerkbrücke              | 1218             | 188             | 030       | 391 (Süd-Seite)      | —                    | Stahl                    | (1886) 1912      | Eisenbahn                   | Louisville, Kentucky          | 38.282836111111 -85.801619444444 | USA  |
|      | Lake Oswego Railroad Bridge            | Willamette River         | Fachwerkbrücke              | 420              | 91              | 023       | 204 (Ost-Seite)      | 18 (West-Seite)      | Stahl (Ost-Zufahrt Holz) | 1910             | Eisenbahn                   | Portland, Oregon              | 45.425111111111 -122.65469444444 | USA  |